# Markolf Hanefeld
Markolf Hanefeld (* 19. September 1935 in Riesa) ist ein deutscher Internist, Endokrinologe und Hochschullehrer.

## Werdegang
Markolf Hanefeld legte 1954 in Nossen das Abitur ab und studierte von 1954 bis 1959 Medizin an der Universität Leipzig sowie an der Medizinischen Akademie Dresden. 1961 wurde ihm die ärztliche Approbation in Dresden erteilt. Mit der Dissertation Vergleichende Untersuchungen über die Kapillar-venöse Blutzuckerdifferenz unter besonderer Berücksichtigung des Hungergefühls wurde Hanefeld 1961 an der Medizinischen Akademie Dresden promoviert. Nach seiner Pflichtassistentenzeit, die er 1961 bis 1963 an den Krankenhäusern Riesa und Meißen absolvierte, begann er 1964 seine Tätigkeit als Assistenzarzt an der Klinik für Innere Medizin der Medizinischen Akademie Dresden. 1967 erlangte Hanefeld die Anerkennung als Facharzt für Innere Medizin sowie der Subspezialisierung für Diabetes und Stoffwechselkrankheiten. 1970 wurde er zum Oberarzt an der Klinik für Innere Medizin der Medizinischen Akademie Dresden ernannt. Mit dem Thema Untersuchungen der Wechselbeziehungen zwischen Lipidstoffwechsel und Leberkrankheiten habilitierte sich Hanefeld 1973 an der Medizinischen Akademie Dresden. 1974 wurde ihm die Lehrbefähigung (Facultas Docendi) erteilt und am 1977 wurde er als Hochschuldozent für Innere Medizin berufen. 1984 erfolgte seine Ernennung zum außerordentlichen Professor und zugleich zum Leiter der Abteilung für Stoffwechselkrankheiten und Endokrinopathien an der Medizinischen Akademie Dresden. 1986 folgte dort die Berufung zum Professor für Innere Medizin. 1991 erhielt Hanefeld die Fachanerkennung als Endokrinologe.
1996 wurde er Direktor des Institutes und der Poliklinik für Klinische Stoffwechselforschung am Universitätsklinikum Dresden. Nach seiner Emeritierung im Oktober 2000 wurde Markolf Hanefeld Direktor des Zentrums für Klinische Studien, Forschungsbereich Endokrinologie und Stoffwechsel Dresden (GWT-TUD mbH).

## Ehrungen (Auswahl)
- 1979: Maxim-Zetkin-Preis der Gesellschaft für Klinische Medizin der DDR
- 1980: Carus-Plakette der Medizinischen Fakultät Dresden
- 2003: Schönheimer-Medaille der Deutschen Gesellschaft für Arterioskleroseforschung[3]
- 2007: Paul-Langerhans-Medaille der Deutschen Diabetes Gesellschaft